# Seznam nejhlubších jezer světa
Nejhlubší světová jezera (nad 400 m) seřazená podle maximální hloubky.

## Tabulka nejhlubších jezer
Hloubka jezer často záleží na zdroji, ze kterého čerpáme.
| Pořadí | Jezero                         | Stát                                               | Maximální hloubka |
|        |                                |                                                    | m                 |
| ------ | ------------------------------ | -------------------------------------------------- | ----------------- |
| 1.     | Bajkal                         | Rusko                                              | 1642              |
| 2.     | Tanganika                      | Tanzanie, D.R.Kongo, Zambie, Burundi               | 1435              |
| 3.     | Kaspické moře                  | Ázerbájdžán, Rusko, Kazachstán, Turkmenistán, Írán | 1025              |
| 4.     | Malawi                         | Malawi, Mosambik, Tanzanie                         | 706               |
| 5.     | Issyk-Kul                      | Kyrgyzstán                                         | 668               |
| 6.     | Velké Otročí jezero            | Kanada                                             | 614               |
| 7.     | Kráterové jezero               | USA                                                | 592               |
| 8.     | Matano                         | Indonésie                                          | 590               |
| 9.     | Buenos Aires / General Carrera | Argentina                                          | 586               |
| 10.    | Toba                           | Indonésie                                          | 529               |
| 11.    | Hornindalsvatnet               | Norsko                                             | 514               |
| 12.    | Sarezské jezero                | Tádžikistán                                        | 505               |
| 13.    | Tahoe                          | USA                                                | 501               |
| 14.    | Argentino                      | Argentina                                          | 500               |
| 15.    | Chelan                         | USA                                                | 489               |
| 16.    | Kivu                           | D.R.Kongo, Rwanda                                  | 480               |
| 17.    | Quesnel                        | Kanada                                             | 475               |
| 18.    | Salsvatnet                     | Norsko                                             | 464               |
| 19.    | Hauroko                        | Nový Zéland                                        | 462               |
| 20.    | Tinnsjå                        | Norsko                                             | 460               |
| 21.    | Adams                          | Kanada                                             | 457               |
| 22.    | Poso                           | Indonésie                                          | 450               |
| 23.    | Mjøsa                          | Norsko                                             | 444               |
| 24.    | Nahuel Huapi                   | Argentina                                          | 438               |
| 25.    | Vostok                         | Antarktida                                         | 400               |

## Podle kontinentů
- Seznam nejhlubších jezer v Africe
- Seznam nejhlubších jezer v Antarktidě
- Seznam nejhlubších jezer v Asii
- Seznam nejhlubších jezer v Austrálii a Oceánii
- Seznam nejhlubších jezer v Evropě
- Seznam nejhlubších jezer v Jižní Americe
- Seznam nejhlubších jezer v Severní Americe